# Stanisław Szczepanowski
Stanisław Szczepanowski (12. prosince 1846 Kościan – 31. října 1900 Bad Nauheim) byl rakouský podnikatel v naftovém průmyslu a politik polské národnosti z Haliče, na konci 19. století poslanec Říšské rady.

## Biografie
Patřil mezi nejvýznamnější haličské průmyslníky. Vlastnil naftové doly i ropné rafinérie. V závěru života se dostal do finančních potíží a byl zmiňován jako spoluobviněný v případu krachu haličské spořitelny. V následném procesu (začal 2. října 1899) ale byl zproštěn viny. Po soudním procesu se stáhl z veřejného života. Napsal několik národohospodářských studií.

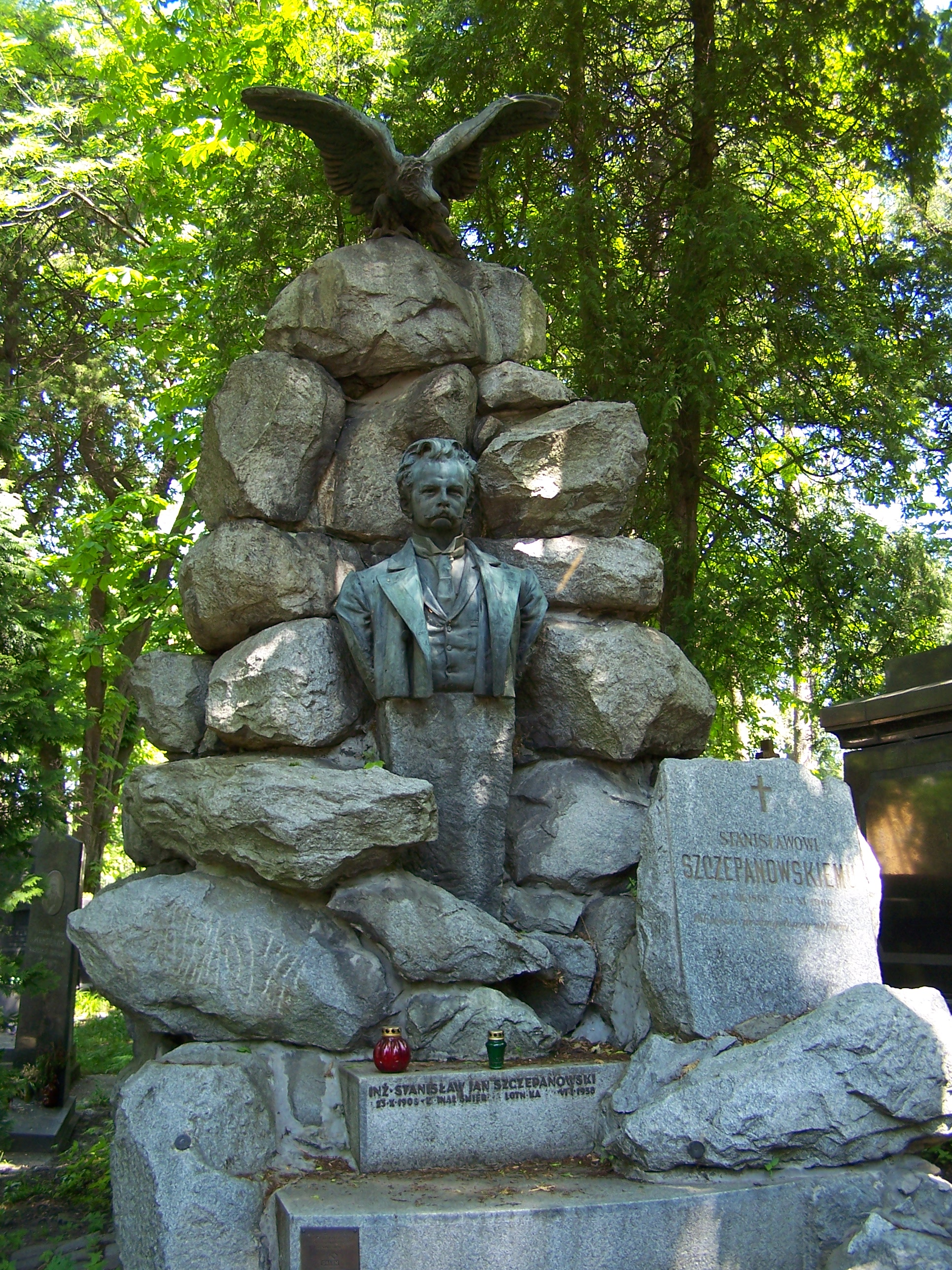
Hrob Stanisława Szczepanowského na Lyčakovském hřbitově ve Lvově

Zasedal jako poslanec Haličského zemského sněmu, kde zastupoval město Drohobyč. Na zemském sněmu zasedal od roku 1889.
Byl i poslancem Říšské rady (celostátního parlamentu Předlitavska), kam usedl v doplňovacích volbách roku 1886 za kurii velkostatkářskou v Haliči. Slib složil 29. září 1886. Mandát obhájil ve volbách roku 1891, nyní za kurii obchodních a živnostenských komor, obvod Lvov. Ve volebním období 1885–1891 se uvádí jako Stanislaus Szczepanowski, majitel dolů, bytem Lvov. Počátkem 90. let patřil mezi významné polské politiky a spekulovalo se o něm jako o nástupci Juliana Dunajewského na postu ministra financí Předlitavska.
Do Říšské rady byl zvolen roku 1886 coby nezávislý kandidát a porazil tehdy oficiálního kandidáta Polského klubu. Brzy se ale sám přimknul k Polskému klubu a byl jeho tlumočníkem. Na Říšské radě je v roce 1887 uváděn coby člen Polského klubu. Rovněž po volbách roku 1891 je řazen do Polského klubu. Patřil mezi významné politiky Polské demokratické strany.
Zemřel v říjnu 1900 v Hesensku.